# Ubald Klug
Ubald Klug (* 1932 in St. Gallen; † 2018) war ein Schweizer Innenarchitekt, Designer und Ausstellungsgestalter.

## Leben und Werk
Ubald Klug absolvierte eine Tapeziererlehre. Anschliessend besuchte er an der Kunstgewerbeschule Zürich die Fachklasse für Innenarchitektur bei Willy Guhl.
Von 1958 bis 1960 arbeitete Klug beim Bildhauer François Stahly in Paris und besuchte Vorlesungen bei Jean Prouvé. Wieder in der Schweiz war er bis 1965 bei der Firma Troesch Sanitär in Bern angestellt. Für die Firma entwickelte er verschiedene Küchenmöbelprogramme sowie den Waschtisch Bellino. Ab 1966 lebte Ubald Klug wieder in Paris und eröffnete sein eigenes Design- und Architekturbüro. Von 1968 bis 1972 war er verantwortlich für Ausstellungen, Präsentationen und Messestände bei dem Werbe- und Designstudio MAFIA. 
Ubald Klug machte sich 1972 als Innenarchitekt und Designer wieder selbstständig. Er entwickelte neben der Gestaltung von Läden und Restaurants, Ausstellungssysteme sowie Produkte für die Möbel-, Uhren-, Textil-, Fertigbau- und Flugzeugindustrie.
Ubald Klug wurde international mit zahlreichen Preisen geehrt, so mit dem iF Top Ten Award für den Schrank Shell.